# Organizzazione della Gioventù Democratica Unita

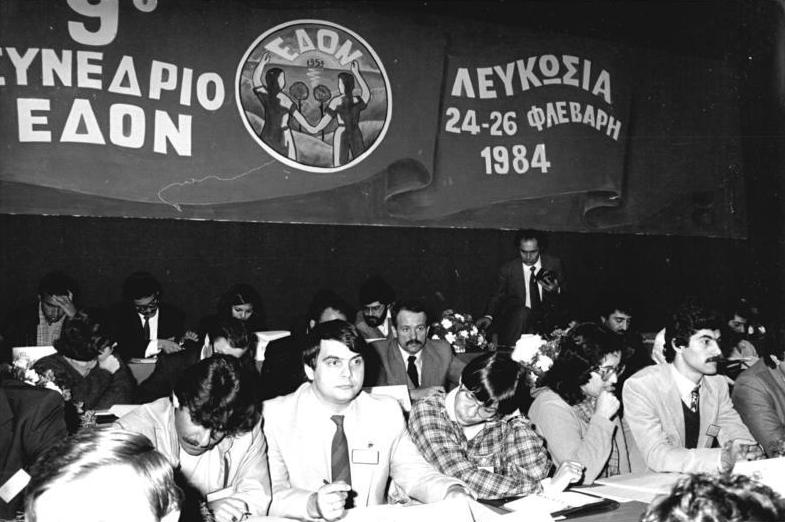
Nono congresso dell'EDON, marzo 1984

L'Organizzazione della Gioventù Democratica Unita (in greco Ενιαία Δημοκρατική Οργάνωση Νεολαίας?, Eniaia Dīmokratikī Organōsī Neolaias, spesso abbreviato in EDON) è l'organizzazione giovanile del Partito Progressista dei Lavoratori, fondata nel 1959.
Si definisce come un'organizzazione di sinistra e di massa. Si batte contro il colonialismo e per la libertà e la democrazia. Sostiene la necessità di una soluzione federale alla questione di Cipro.
È affiliata alla Federazione Mondiale della Gioventù Democratica e partecipa all'Incontro Europeo delle Gioventù Comuniste (MECYO).